# Xyrion Trio
Das Xyrion Trio ist ein Klaviertrio, das 2001 gegründet wurde und bis 2015 Bestand hatte. Es bestand aus den drei Musikhochschulprofessorinnen Nina Tichman (Klavier), Ida Bieler (Violine) und Maria Kliegel (Violoncello).
Das Trio veröffentlichte im Jahr 2005 unter dem Label Naxos die Klaviertrios Nr. 5 und 6 von Beethoven auf CD. In den folgenden Jahren spielte es weitere Klaviertrios von Beethoven ein. Es war regelmäßig auf Tournee in Deutschland und im Ausland unterwegs.
Von 2007 bis 2015 übernahm das Trio die künstlerische Leitung der jährlich stattfindenden Andernacher Musiktage auf Schloss Namedy, anschließend wurde Nina Tichman die künstlerische Leiterin.